# Rhipsalis baccifera subsp. hileiabaiana
A Rhipsalis baccifera subsp. hileiabaiana egy dél-amerikai elterjedésű epifita kaktusz.

## Jellemzői
Sűrűn elágazó habitusú növény, sokszor igen hasonló megjelenésű a Rhipsalis teres fajhoz, azonban virágai (6×4–5 mm) és fehér termései (7×5 mm) egyértelműen elkülönítik az alapfajtól is, hasonlóképpen külső szirmai, melyek fehérek maradnak a virágok elnyílásáig. Azok a herbáriumi példányai, melyeken a termések apikálisan jelennek meg, rendre Rhipsalis campos-portoana fajba tartozónak bizonyulnak. Habár a Rh. baccifera subsp. hileiabaiana is képez terméseket terminális pozícióban, de termések emellett fejlődnek a legutolsó hajtásszegmensek oldalán is, szemben az Erythrorhipsalis subgenus fajaival. Kromoszómaszáma 2n=44.

## Elterjedése
Brazília, Bahia, Mata Higrofila Sul Baiana; epifitikus, erősen atlanti (Hileia Baiana) és hegyi köderdőkben (Chapada Diamantia), alacsony magasságoktól 1800 m tengerszint feletti magasságig.